# Hazal Türesan
Hazal Türesan (* 20. Juli 1985 in Ankara) ist eine türkische Schauspielerin.

## Biografie
Hazal Türesan wurde am 20. Juli 1985 in Ankara geboren. Sie studierte an der Universität Ankara. Ihr Debüt gab sie 2008 in der Fernsehserie Unutma Beni. Von 2014 bis 2015 spielte sie in der Serie Kara Para Aşk die Hauptrolle. Anschließend war sie 2014 in dem Film Bir Don Juan Öldürmek zu sehen. Außerdem wurde sie 2017 für die Serie Fazilet Hanım ve Kızları gecastet.
2018 spielte sie in Yaşamayanlar eine Nebenrolle. Zwischen 2019 und 2020 trat Türesan in Atiye – Die Gabe auf. 2021 bekam Türesan in der Serie Fatma die Hauptrolle. Ihre nächste Hauptrolle bekam sie in Vahşi Şeyler. Unter anderem setzte sie ihre Karriere in Yalancı fort.

## Filmografie
Filme
- 2014: Bir Don Juan Öldürmek
- 2015: Sol Şerit
- 2018: Bana Bir Şarkı Söyle
- 2019: Bana Bir Aşk Şarkısı Söyle
- 2020: İnsanlar İkiye Ayrılır

Serien
- 2008–2015: Unutma Beni
- 2009: Deniz Yıldızı
- 2011: Yeniden Başla
- 2014–2015: Kara Para Aşk
- 2016: Tatlı İntikam
- 2017: Fazilet Hanım ve Kızları
- 2018: Yaşamayanlar
- 2019–2021: Mucize Doktor
- 2019–2020: Atiye – Die Gabe
- 2021: Vahşi Şeyler
- 2021: Fatma
- 2021: Yalancı